# Pectinaria dodeka
Pectinaria dodeka är en ringmaskart som beskrevs av Anne D. Hutchings och Peart 2002. Pectinaria dodeka ingår i släktet Pectinaria och familjen Pectinariidae. Inga underarter finns listade i Catalogue of Life.